# Raquel Barros
Raquel Barros Aldunate (Santiago, 2 de diciembre de 1919-11 de agosto de 2014) fue una folclorista chilena, destacada por sus estudios y difusión sobre la música y danza folclórica chilena.

## Biografía
En 1952 fundó la Agrupación Folclórica de Chile, de la que fue su directora por muchos años. Esta agrupación, actualmente llamada Agrupación Folclórica de Chile Raquel Barros, es el grupo folclórico más antiguo de Chile. Entre 1958 y 1980 fue investigadora en la Universidad de Chile en el Instituto de Investigaciones Musicales y luego en el Departamento de Música. Barros fue vicedecano y decano subrogante de la Facultad de Ciencias y Artes Musicales y de la Representación de esa casa de estudios entre 1974 y 1975. En 1973 fue directora del Ballet Folclórico Nacional.
Barros siempre combinó la investigación con la práctica del folclore. Incluso hasta avanzada edad ella estuvo trabajando en la difusión de la cultura chilena, cuando a los 82 años dirigía el centro cultural de la Municipalidad de Recoleta.
En 1996 fue designada como Miembro Correspondiente de la Comisión Internacional Permanente de Folklore, con sede en la ciudad de Buenos Aires, República Argentina. En 2004 fue miembro de la Comisión Calificadora de Proyectos “FONDART”, del Consejo Nacional de la Cultura y las Artes.

## Publicaciones
Algunas de sus publicaciones son:
- «El folklore de Chiloé», publicado por la Secretaría Nacional de la Mujer para la reunión de la OEA. Santiago 1976 (con Manuel Dannemann).
- «La poesía folklórica de Melipilla», Revista Musical Chilena, N.º 60, Santiago, 1958.
- «La danza folklórica chilena - Investigación y enseñanza», Revista Musical Chilena, N° 71, Santiago, 1960.
- «El guitarrón en el Depto. de Puente Alto», Revista Musical Chilena, N.º 74, Santiago, 1960.
- «Introducción al estudio de la tonada», Revista Musical Chilena, N.º 109, Santiago, 1964.
- Guía metodológica para el estudio del folklore chileno, Editorial Universitaria, Santiago 1964.
- La ruta de la Virgen de Palo Colorado, Santiago 1966.
- El romancero chileno, Santiago 1970.

Además Barros hizo numerosas recopilaciones de música folclórica que se encuentran en cintas en el Archivo de Música Tradicional de la Facultad de Artes de la Universidad de Chile.

## Reconocimientos
Raquel Barros recibió innumerables premios y reconocimientos por su labor de difusión del folclore chileno tanto en Chile como en otros países. En 1992 obtuvo una medalla de la Municipalidad de Santiago por su aporte a la cultura tradicional chilena; esta municipalidad ya le había dado una medalla en 1971 al acercarse los 20 años de la Agrupación Folclórica Chilena. Varias municipalidades y otras organizaciones chilenas han reconocido su labor, incluyendo la Municipalidad de Talagante (1992), la Sociedad de Fomento Fabril (1993), el Consejo de la Música (1996), el Ministerio de Educación (2000), el Premio Nacional del Folklore del “Festival de San Bernardo” (2000) y el Premio a la Cueca Chilena Samuel Claro Valdés (2009).
En 2013 recibió el Premio Altazor en la categoría Folclore tradicional - Investigador.
En 2014 recibió la Orden al Mérito Artístico y Cultural Pablo Neruda junto a otras 11 personalidades del mundo artístico de su país.